# Аббакумово (Митищинський міський округ)
Аббаку́мово (рос. Аббакумово) — присілок у складі Митищинського міського округу Московської області, Росія.

## Населення
Населення — 102 особи (2010; 132 у 2002).
Національний склад (станом на 2002 рік):
- росіяни — 77 %